# Athetis fontainei
Athetis fontainei är en fjärilsart som beskrevs av Emilio Berio 1975. Athetis fontainei ingår i släktet Athetis och familjen nattflyn. Inga underarter finns listade i Catalogue of Life.